# Equmeniakyrkan Linköping
Equmeniakyrkan Linköping bildades den 1 maj 2021 då Baptistkyrkan, Linköping och Linköpings missionskyrka gick samman.
Församlingen tillhör Equmeniakyrkan och blir i och med samgåendet cirka 700 medlemmar och den näst största församlingen inom Equmeniakyrkan.

## Fastigheter
- Drottninggatan 22, Linköping – Församlingens huvudlokal (tidigare Linköpings missionskyrka)
- Klostergatan 46, Linköping (tidigare Baptistkyrkan, Linköping)
- Betaniakapellet Ledberg, Ledberg Betania 1, Linköping

## Barn- och ungdomsarbete
I församlingen bedrivs ett stort barn- och ungdomsarbete genom ungdomsorganisationen Equmenia med bland annat barnmusik, scouter, tonåringar och ungdomskör.

## Samarbeten
- Lambohovskyrkan är en samarbetskyrka mellan Equmeniakyrkan Linköping och Lambohovs församling i Svenska kyrkan i Slaka-Nykils pastorat.[3]
- Linköpings kristna råd[4]
- Linköpings frikyrkoråd[4]
- Linköpings stadsmission[5]